# کورناچیسکا
کورناچیسکا (به لهستانی:  Kornaciska) یک روستا در لهستان است که در گمینا دووگوشودوو واقع شده‌است.